# That's Amor
That's Amor è un film del 2022 diretto da Shaun Paul Piccinino.

## Trama
Dopo aver perso il suo lavoro ed essere stata lasciata Sofia decide di ripartire da zero incontrando un affascinante chef spagnolo capendo che lui potrebbe essere l'ingrediente mancante nella sua vita.

## Distribuzione
Il film è stato distribuito sulla piattaforma Netflix il 25 agosto 2022.